# ISS-Expedition 49
ISS-Expedition 49 ist die Missionsbezeichnung für die 49. Langzeitbesatzung der Internationalen Raumstation (ISS). Die Mission begann mit dem Abkoppeln des Raumschiffs Sojus TMA-20M von der ISS am 6. September 2016 und endete mit dem Abkoppeln von Sojus MS-01 am 30. Oktober 2016.

## Mannschaft
Übernommen von ISS-Expedition 48:
- Anatoli Alexejewitsch Iwanischin (2. Raumflug), Kommandant (Russland/Roskosmos, Sojus MS-01)
- Takuya Ōnishi (1. Raumflug), Bordingenieur (Japan/JAXA, Sojus MS-01)
- Kathleen Rubins (1. Raumflug), Bordingenieurin (USA/NASA, Sojus MS-01)

Zusätzlich ab 21. Oktober 2016:
- Robert Shane Kimbrough (2. Raumflug), Bordingenieur (USA/NASA, Sojus MS-02)
- Andrei Iwanowitsch Borissenko (2. Raumflug), Bordingenieur (Russland/Roskosmos, Sojus MS-02)
- Sergei Nikolajewitsch Ryschikow (1. Raumflug), Bordingenieur (Russland/Roskosmos, Sojus MS-02)

Etwa eineinhalb Tage vor dem Abdocken von Sojus MS-01 mit Iwanischin, Ōnishi und Rubins übernahm Kimbrough das ISS-Kommando. Zusammen mit Borissenko und Ryschikow bildete er die anfängliche Crew der Expedition 50.

### Ersatzmannschaft
Seit Expedition 20 wird wegen des permanenten Trainings für die Besatzungen keine offizielle Ersatzmannschaft mehr bekanntgegeben. Inoffiziell gelten die Backup-Crews der beiden Sojus-Zubringerraumschiffe MS-01 und MS-02 (siehe dort) als Ersatzmannschaft der Expedition 49. In der Regel kommen diese Crews dann jeweils zwei Missionen später selbst zum Einsatz.

## Frachterverkehr
Am 14. Oktober wurde Progress MS-02 nach mehr als sechs Monaten vom Swesda-Modul abgekoppelt.
Am 23. Oktober wurde Cygnus OA-5 per Canadarm2 an das Unity-Modul angekoppelt.